# Rumelien

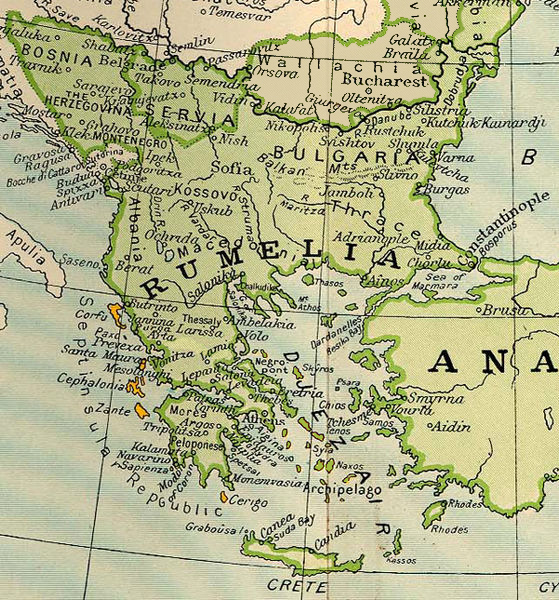
Karte mit dem Stand von 1801

Als Rumelien (osmanisch روم ايلى İA Rūm-ili, Rūm-ėli, türkisch Rumeli etwa „Land der Rhomäer“ oder „Rhomäerland“) bezeichneten die Türken seit dem 15. Jahrhundert den europäischen, auf der Balkanhalbinsel gelegenen Teil des Osmanischen Reiches.

## Allgemeines
Die geographische Bezeichnung Rumelien (Rūm-ėli) setzt sich zusammen aus Rūm, der türkischen Bezeichnung für Grieche – diese Bezeichnung geht auf das ehemalige Selbstverständnis der Griechen als Ρωμαίοι, also Bürger des Römischen Reiches (bis 1453) zurück – und dem alttürkischen il (= Land). Der Begriff entspricht dem lateinischen Romania, einer Bezeichnung des Imperium Romanum seit Caracalla (2. Jahrhundert). Rumelien bezeichnet damit entweder das gesamte römische Reich oder lediglich den von Griechen besiedelten Teil. Der Begriff steht im Gegensatz zu Ανατολία („Ostland“) den Gebieten also östlich des küstennahen griechischen Siedlungsraums in Kleinasien (ανατολή, „(Sonnen-)Aufgang“, Osten).
Dagegen bezieht sich Rūm ohne den Zusatz -ėli auf das anatolische Territorium, das um 1071 von den Rum-Seldschuken erobert worden war. So bemerkte der ägyptische Reiseschriftsteller Rifāʿa at-Tahtāwī (1801–1873), dass einige osmanische Übersetzer zu seiner Zeit Rūm sowohl auf Europa, als auch auf einige unter osmanischer Herrschaft stehende Landschaften in Asien anwendeten.
Auch die Provinz von Sivas wurde in osmanischer Zeit als Eyâlet-i Rum, als Eyâlet Rum, bezeichnet. Der Name Rum ist auch als Bestandteil im Namen der Stadt Erzurum (aus einem früheren Arzan-i Rūm bzw. Arzan ar-Rūm oder Arz-i Rūm) enthalten.

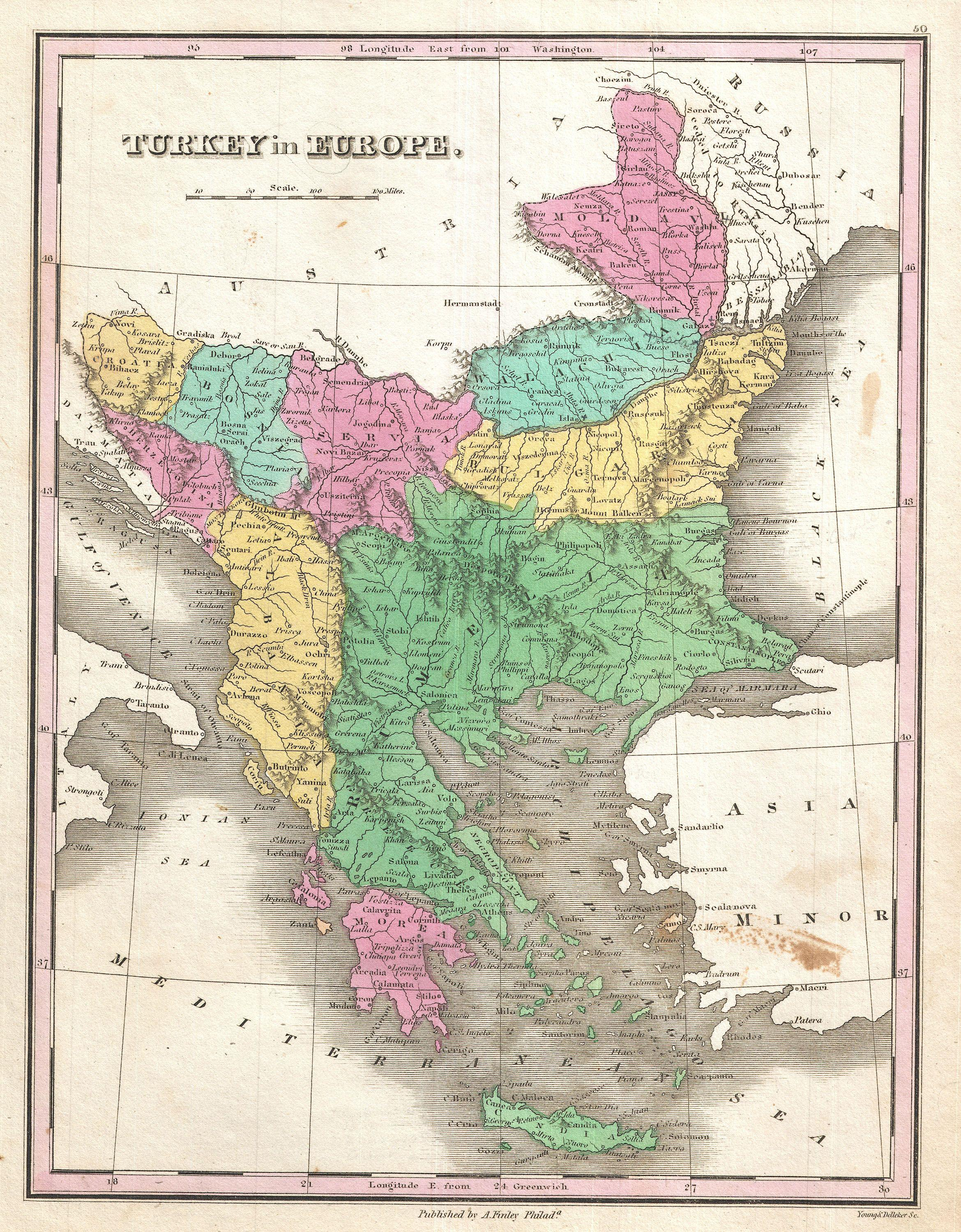
Karte von 1827

Da seit etwa 1350 die Griechen die Herrschaft über Anatolien größtenteils verloren hatten, bot es sich an, den europäischen Rest des oströmischen Reiches, die spätere osmanische Provinz als „Land der Griechen“ zu bezeichnen. In den europäischen Sprachen wurde dieses Wort zu Rumelien verschliffen. Von der türkischen Verwaltung wurde der Begriff bis 1864 für den gesamten europäischen Reichsteil mit Ausnahme von Bosnien, Ungarn und Morea verwendet. 1864–1878 wurden das serbische Niš, das nördliche Bulgarien (von Widin bis Warna) und die rumänische Dobrudscha zum Vilâyet Tuna umgebildet. 1878  wurde auch Ostrumelien, das südliche Bulgarien, autonom und vereinigte sich nach einem Offiziersputsch 1885 mit Bulgarien.